# Édith d'Angleterre
Édith d'Angleterre (ou encore Editha, Eadgyth, Edgitha), née en 910 en Angleterre et morte le 26 ou le 29 janvier 946 à Magdebourg, est une princesse anglaise qui fut la première épouse de l'empereur Othon le Grand et donc reine de Francie orientale. Elle était la fille du roi Édouard l'Ancien de Wessex et demi-sœur du roi Æthelstan. En tant que petite-fille d'Alfred le Grand, et descendante de saint Oswald, Édith était une princesse anglo-saxonne.

## Biographie
Le roi Henri l'Oiseleur envoie une délégation en 929 en Angleterre, afin de trouver une fiancée pour Othon. La raison politique est de légitimer le royaume et la dynastie encore jeunes des ottoniens grâce à une alliance avec les rois anglo-saxons. Ainsi la Francie orientale (ou Germanie) fait de même que la Francie occidentale (ou France), dont le roi Charles III avait épousé dix ans auparavant une princesse anglo-saxonne. La dynastie anglo-saxonne du royaume de Wessex avait nombre de princesses à marier. Othon représente alors un parti de choix en tant qu'héritier du trône de Germanie. De plus le Wessex comme la Germanie tenaient les Danois pour ennemis. Æthelstan envoie en Saxe deux de ses demi-sœurs comme fiancées possibles : il s'agit d'Édith et de sa sœur aînée Edwige, future reine de France. Othon porte son choix sur Édith, qu'Hrotsvita de Gandersheim décrit comme ayant « un front des plus purs et des plus nobles, une nature gracieuse et une figure vraiment royale. » Edwige épouse en 919 Charles III le Simple. Édith reçoit de son mari comme praetium virginitatis (ou morgincapitis) au lendemain des noces des revenus du diocèse de Magdebourg et le couple royal élit Magdebourg comme sa résidence préférée. Après leur mariage, ni Édith ni Othon n'apparaissent dans les chroniques de l'époque. Il faut attendre la mort du père d'Othon, le roi de Germanie, Henri l'Oiseleur. La naissance de leurs enfants Ludolphe et Lutgarde sont des dates estimées.
Henri l'Oiseleur meurt en 936. Othon et Édith sont couronnés à Aix-la-Chapelle. Cependant le chroniqueur Widukind de l'abbaye de Corvey ne fait aucune mention du couronnement d'Édith et Thietmar de Mersebourg indique qu'elle a été ointe au cours d'une cérémonie à part. En tant que reine, Édith assume les devoirs de la première dame du royaume : elle aide à la fondation de monastères et de lieux de charité et favorise les pèlerinages autour de figures saintes. Elle semble avoir été même plus zélée que la reine sainte Mathilde, devenue veuve, si l'on prend en compte le nombre de fondations qui sont mentionnées dans les chroniques. Les historiens s'interrogent sur une éventuelle rivalité entre l'abbaye de Magdebourg - tenue par les bénédictins et fondée par Othon et Édith - et l'abbaye impériale de Quedlinbourg, fondée par Mathilde, et tenue par des chanoinesses de la haute noblesse. Édith parcourt le royaume avec Othon, lorsqu'il n'est pas en campagne. Pendant l'année 939, elle se trouve à l'abbaye de Lorsch, tandis que son mari mène la guerre. Un de ses comtes exigeait comme récompense les revenus de l'abbaye de Lorsch. Othon lui répondit citant l'Évangile selon Matthieu VII, 6 : « On ne jette pas les perles aux pourceaux, » faisant allusion à sa femme.
Édith meurt brusquement en 946, et Othon, qui selon les chroniques la chérissait, manifeste publiquement sa tristesse et son deuil.

## Sépulture

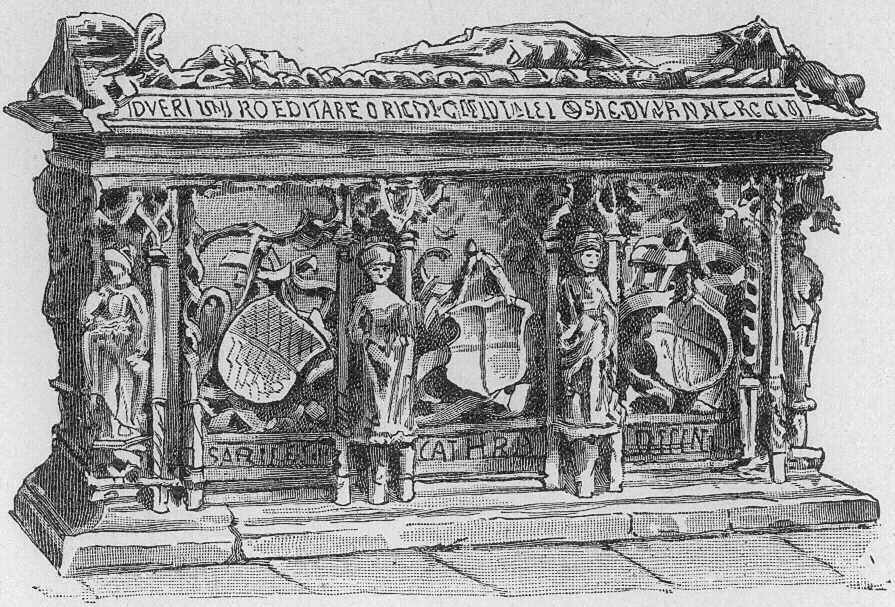
Sépulture d'Édith, gravure de 1896.

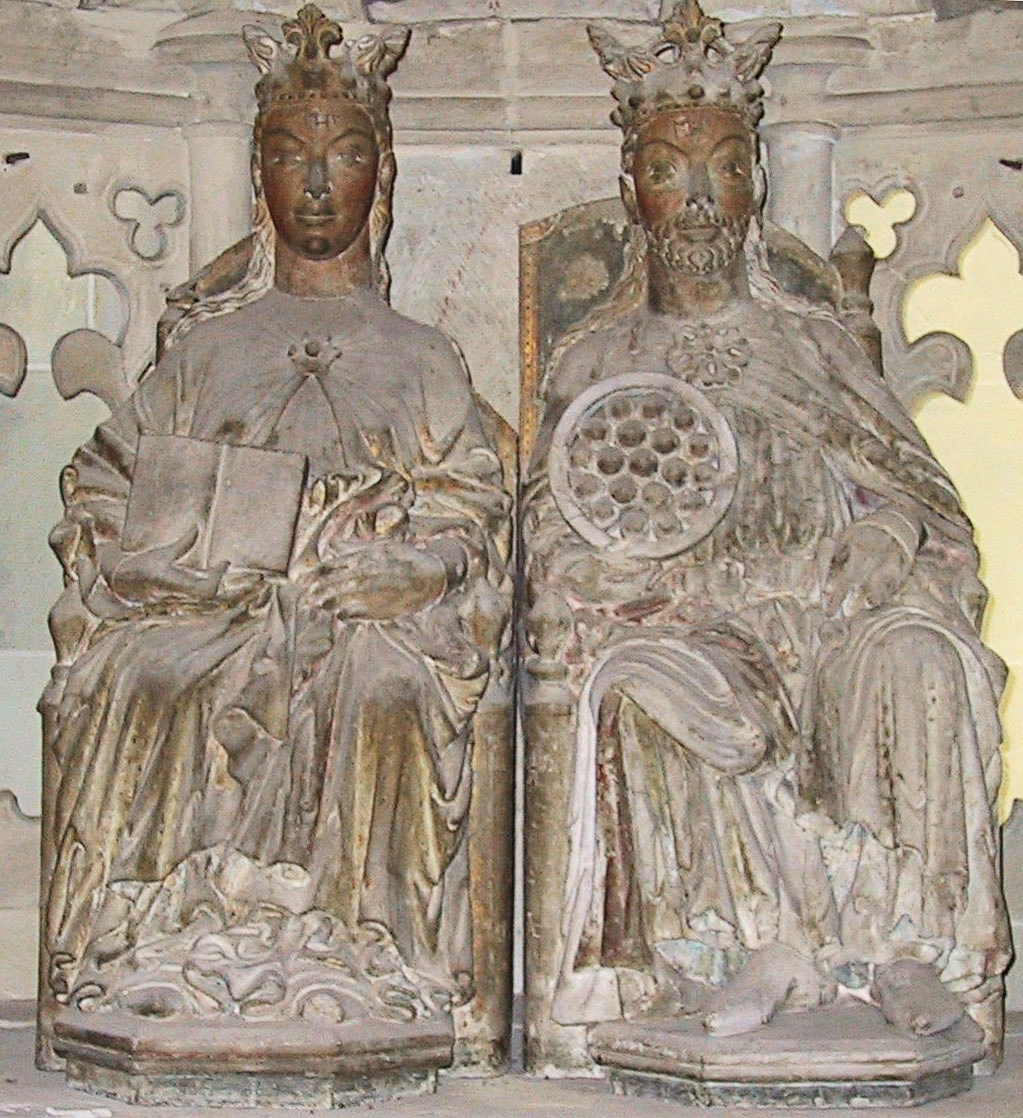
Statues gothiques d'Édith et Othon, cathédrale de Magdebourg.

Édith a été enterrée à l'abbaye Saint-Maurice de Magdebourg. La cathédrale gothique de Magdebourg a été construite au-dessus de l'abbaye en 1209 et en 1510, une sépulture de pierre en forme de cénotaphe a été érigée en son honneur. L'épitaphe que les archéologues ont découverte en 2008 contient ses mots en latin :
EDIT REGINE CINERES HIC SARCOPHAGVS HABET RECONDITOS SECVNDA
(IA)M RENOVACIONE HVIVS MONVMENTI FACTA SVB INCARNA/ [TI]
… VERBI CVRRENTIBVS ANNIS MILLESIMO QVINGENTESIMO DE
CIMO AD LAVDEM CHRISTI
REGIS SECVLORVM
Les restes de la reine ont été authentifiés de manière scientifique en 2008-2009 et solennellement enterrés à nouveau en 2010. La cathédrale abrite aussi deux statues gothiques représentant Othon le Grand et son épouse Édith assis sur leur trône. En vertu de sa grande charité, Édith était une figure vénérée. Elle favorisa la vénération de saint Oswald son ancêtre.

## Descendance
Édith a deux enfants de son mariage avec Otton Ier : 
- Ludolphe (* 930 ; † 957), futur duc de Souabe ; il perd son titre en 954 ;
- Liutgard ou Lutgarde (* 931 ; † 953), épouse en 947 le duc Conrad le Roux ; elle devient ainsi l'aïeule des Saliens.

(tous les deux sont inhumés à l'abbaye Saint-Alban devant Mayence).

## Source
- (de) Cet article est partiellement ou en totalité issu de l’article de Wikipédia en allemand intitulé « Edgitha » (voir la liste des auteurs).